# Olivera Lakić
Olivera Lakić, är en journalist från Montenegro. 
Olivera Lakić har under flera år arbetat med att som journalist granska brottslighet och korruption i Montenegro. Hennes huvudsakliga arbetsgivare är tidningen Vijesti. 
Hennes arbete har lett till hot och trakasserier, vilket även resulterade i att hon blev skjuten i benet vid en attack utanför hemmet i Podgorica i maj 2018. Hon överlevde attacken, som var den andra inom kort tid mot journalister i Montenegro. 
År 2019 tilldelades hon International Women of Courage Award.